# Maricoles

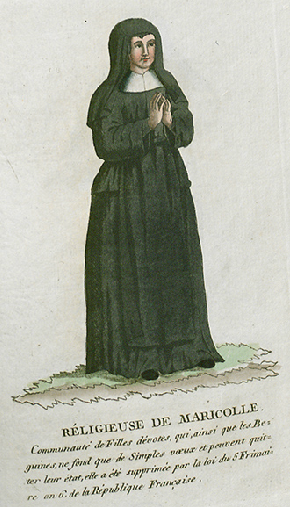
Religieuse de Maricolle

Sœurs maricoles est le nom porté par plusieurs instituts religieux flamands, indépendants les uns des autres, mais dont la plupart sont agrégés à l'ordre des carmes déchaux. Leur dénomination fait référence à une congrégation féminine apostolique, d'inspiration carmélitaine, initiée à Termonde (Belgique) dans la seconde moitié du XVIIe siècle, laquelle congrégation a laissé son nom au fameux quartier des Marolles de Bruxelles.

## Contexte
La fondation des maricoles s'inscrit dans le mouvement des Filles de Dieu, caractéristique des Pays-Bas méridionaux aux XVIe et XVIIe siècles. Il s'agit de communautés féminines qui souhaitaient instaurer un lien entre consécration religieuse et apostolat dans la société, ce que ne permettait pas la vie claustrale. Le milieu social d'où proviennent ces nouvelles religieuses est moins élevé que celui des moniales : elles sont filles de paysans ou d'artisans. Pour subvenir à leurs besoins, elles vont exercer un métier manuel, soigner les malades ou se consacrer à l'enseignement. Bénéficiant d'une structure canonique moins lourde, leurs communautés comptent, la plupart du temps, peu de membres. Fondamentalement, ces groupes partagent les idéaux qui ont motivé Vincent de Paul, à la même époque, dans la création des Filles de la Charité. 

## Histoire

### Aux origines
Les maricoles sont nées en 1633, de la rencontre, à Termonde, entre un carme déchaux, Hermann de Saint-Norbert, et un groupe de six jeunes filles, parmi lesquelles une béguine, Anna Puttemans. Le carme était venu prêcher à l'hospice établi dans cette ville pour les confesseurs des carmélites déchaussées, aux fêtes de saint Joseph (19 mars), des saints Pierre et Paul (29 juin), et de la Visitation (à l'époque, 2 juillet). Son exposition sur l'oraison mentale selon la méthode de Thérèse d'Avila, impressionne particulièrement Anna et ses pieuses compagnes. Celles-ci se déterminent à mener une vie communautaire dans la piété et la pauvreté, mais sans prononcer de vœux religieux. Hermann leur recommande alors de se rendre à Bergues-Saint-Winoc, pour y consulter le prieur des dominicains, Charles Claeys. Ce dernier ayant donné son approbation, Anna quitte la béguinage et rejoint ses compagnes, le 25 juillet 1663, après avoir distribué, comme elles, ses biens aux pauvres. Retirées dans un petit logement à Termonde, elles suivent désormais la règle du Carmel thérésien, et travaillent de leurs mains pour subvenir à leurs besoins.

### Premières approbations
Insolite à une époque où les religieuses vivent cloîtrées, ce type de consécration attire rapidement le blâme, voire la dérision. C'est pourquoi celles-ci s'empressent d'appliquer le conseil d'Hermann, rappelé le 27 juillet au couvent des déchaux d'Anvers. Elles prennent donc pour guide l'archiprêtre Hilduard Daens, curé-doyen de Saint-Gilles, et envoient une requête à l'évêque de Gand, Charles Van den Bosch, en vue d'une approbation. La requête demeurant sans réponse, Anna se rend en personne dans la ville épiscopale, est reçue en audience, le 4 décembre 1663, et obtient l'approbation de son institut, ainsi que la promesse d'une protection spéciale de l'évêque. À la suite de quoi, à partir de la Pentecôte 1664, les nouvelles religieuses s'établiront dans la maison du doyen Daens, et porteront un habit distinctif, avant d'essaimer dans d'autres villes des Pays-Bas méridionaux, avec l'approbation des évêques respectifs. elles s'implantent ainsi à Bruges en 1667, à Gand et Anvers en 1671, à Louvain en 1675 et à Malines en 1677. À Bruxelles, leur présence, rue de Montserrat, finit par donner son nom à tout le quartier : les Marolles.

### Un nom et ses formes
Marolle est un surnom facétieux ou une déformation populaire de maricole (parfois écrit maricolle), qui provient de la contraction de Mariam colentes, c'est-à-dire celles qui honorent Marie, ou encore servantes de Marie. Or, cette étymologie coïncide avec celle de Maroilles, nom donné à l'abbaye de Landrecies (dont le fromage traditionnel est resté fameux). À ce sujet, Hermann de Saint-Norbert avait adressé une lettre à l'abbé du lieu, Pierre Tacquenier, lequel a répondu de manière bienveillante, le 21 mars 1673, en remerciant la nouvelle congrégation de faire revivre la mémoire de saint Humbert, fondateur de son monastère, qui passait pour voir prêché à Anvers au VIIe siècle; il la chargeait également de prier pour son propre institut, malmené par la rivalité entre Français et Espagnols dans cette région frontalière.

## Spiritualité
Outre la dévotion mariale, omniprésente dans les Flandres de la Contre-Réforme, les maricoles entretenaient une spiritualité carmélitaine. Leur institut a été reconnu par le définitoire général des carmes déchaux, le 26 mars 1672. Ce sont en quelque sorte des carmélites apostoliques, Hermann de Saint-Norbert s'étant inspiré de sainte Thérèse pour composer leur règle de vie, publiée à Bruxelles, en 1678, sous le titre suivant : Humilis et libera familia Maricolarum, vulgo Marollarum, sive tractatus explicans intium et finem sive scopum institutionis praedictae familiae. Leur père spirituel a également rédigé une histoire de la congrégation, éditée à Cologne en 1681 et intitulée De institutione et origine Maricolarum, vulgo Marollarum. 

## Postérité
Actuellement, les maricoles forment, essentiellement en Flandre, un ensemble de congrégations locales, indépendantes les unes des autres, dont les suivantes ont en commun leur rattachement au Carmel thérésien :
- Sœurs maricoles de Bruges : fondée en 1667, détachée puis à nouveau agrégée au Carmel depuis 1906, cette congrégation se voue à l'enseignement, au soin des vieillards et des malades à domicile, au service paroissial et aux missions. Répartie sur trois pays, elle compte quatre-vingt-quatre membres, dans onze maisons.
- Sœurs maricoles d'Anvers : descendant en droite ligne du couvent fondé dans cette ville en 1671, cette congrégation compte dix-neuf religieuses, regroupées en trois maisons, où elles accueillent des dames pensionnaires.
- Sœurs maricoles de Deinze : fondée en 1815 mais agrégée depuis 1920, cette congrégation s'emploie à l'instruction des jeunes filles et au soin des vieillards. Elle compte vingt-sept religieuses dans trois maisons.
- Sœurs maricoles de Landen : fondée et agrégée en 1850, cette congrégation compte trente-deux religieuses, dans trois maisons.
- Sœurs maricoles de Staden : fondée et agrégée en 1950, cette congrégation enseignante regroupe quinze membres dans deux maisons[8].

En revanche, les sœurs maricoles de Waasmunster, fondées en 1775, constituent une congrégation franciscaine.